# Zoey Stark
Theresa Serrano (Salt Lake City, Utah, 25 de enero de 1994) es una luchadora profesional estadounidense. Ahora trabaja para la empresa WWE, donde actúa en la marca Raw bajo el nombre de Zoey Stark. Entre sus logros, destaca un reinado como Campeona Femenina en Parejas de NXT junto a Io Shirai.

## Carrera

### Inicios (2013-2020)
El 8 de junio de 2013, Serrano hizo su debut en Vendetta Pro Wrestling, perdiendo ante Hudson Envy. El 16 de noviembre de 2013, ingresó bajo el nombre en el ring Lacey Ryan y ganó su primer combate contra Larry Butabi. Durante este tiempo también ganó el Campeonato Ultra-X de UCW-Zero. Pudo mantener el campeonato hasta el 25 de enero de 2014, cuando lo perdió ante The Durango Kid. El 22 de marzo de 2014, luchó en el que sería su último combate de lucha libre hasta que celebró su regreso más de cuatro años después el 16 de agosto de 2018. Luchó un combate contra Thunder Rosa, pero esto terminó sin resultado. El 23 de mayo de 2019, luchó un combate contra Alex Gracia bajo el nombre de ring Serrano, que pudo ganar. El 29 de septiembre de 2019, ganó el Campeonato Femenino de FSW, derrotando a Taya Valkyrie por el título. Ryan retuvo el título hasta el 20 de noviembre de 2020, cuando lo perdió ante Mazzerati.

### WWE

#### NXT (2021-2023)
El 20 de enero de 2021, se anunció que Serrano había firmado un contrato con WWE. En el episodio del 29 de enero de 205 Live, ahora rebautizada como Zoey Stark, hizo su debut como compañera de equipo de Marina Shafir en el torneo Dusty Rhodes Tag Team Classic femenino, perdiendo ante Ember Moon y Shotzi Blackheart en la primera ronda. En el episodio del 17 de febrero de NXT, hizo su debut en NXT, derrotando a Valentina Feroz. En NXT TakeOver: Stand & Deliver, Stark derrotó a Toni Storm. En The Great American Bash, Stark e Io Shirai derrotaron a The Way (Candice LeRae & Indi Hartwell) para ganar el Campeonato Femenino en Parejas de NXT, su primer título en NXT. En Halloween Havoc, junto a Io Shirai se enfrentaron a Toxic Attraction (Gigi Dolin & Jacy Jayne) y a Indi Hartwell & Persia Pirotta en un Scareway Ladder Match por los Campeonatos Femeninos en Parejas de NXT, sin embargo perdieron los títulos ante Toxic Attraction. A La siguiente semana en NXT 2.0, fue atacada tras bastidores por Toxic Attraction, terminando adolorida de la pierna, más tarde se informó que estaba lesionada legítimamente y posteriormente Stark confirmó que se estaba lesionada del ligamento cruzado anterior.
Stark hizo su regreso en el NXT 2.0 del 19 de julio de 2022 tras 8 meses de ausencia por una lesión del ligamento cruzado anterior, participando en la 20 Women's Battle Royal por una oportunidad al Campeonato Femenino de NXT de Mandy Rose, eliminando a Yulisa Leon, Valentina Feroz, Tiffany Stratton y por última a Cora Jade, ganando la lucha.
En NXT New Year's Evil, participó en la 20-Women's Battle Royal por una oportunidad al Campeonato Femenino de NXT de Roxanne Perez en NXT Vengeance Day, eliminando a Dani Palmer y a Nikkita Lyons, sin embargo fue eliminada por Sol Ruca.

#### Raw (2023-presente)
Durante el Draft 2023, fue ascendida a la marca Raw. Hizo su debut, derrotando a Nikki Cross en el episodio de Raw del 8 de mayo, a la semana siguiente en el backstage de Raw, se encontraba molestando a Nikki Cross hasta Candice LeRae la defendió, por lo que la semana siguiente en Raw, tuvieron una lucha en la que derrotó a Candice LeRae. El 27 de mayo en el evento Night of Champions, llevado a cabo en Arabia Saudita, ayudó a Trish Stratus a derrotar a Becky Lynch al atacar a esta última durante el transcurso de una lucha realizada entre ambas. 2 días después en Raw, atacó a Becky Lynch, la siguiente semana en Raw derrotó a Natalya clasificando a la Women's Money In The Bank Ladder Match en Money In The Bank.
En el episodio del 11 de marzo de 2024 de Raw, hizo equipo con su compañera Shayna Baszler para enfrentarse a The Kabuki Warriors en un combate por los Campeonatos Femeninos en Parejas de WWE, en el que ella y Baszler fueron derrotadas.

## Campeonatos y logros
- Future Stars of Wrestling
  - FSW Women's Championship (1 vez)

- Ultra Championship Wrestling-Zero
  - NWA UCW-Zero Ultra X Championship (2 veces)[31]

- WWE
  - NXT Women's Tag Team Championship (1 vez) - con Io Shirai[32]

- Pro Wrestling Illustrated
  - Situada en el Nº83 en el PWI Female 150 en 2021.[33][34]